# Melanie Adler (Medizinerin)
Melanie Karoline Adler (* 12. Jänner 1888 in Prag, Böhmen; † 26. Mai 1942 im Vernichtungslager Maly Trostinez bei Minsk, Weißrussland) war eine österreichische Ärztin, Opfer des Holocaust und Tochter des Musikwissenschaftlers Guido Adler. Nach dem Tod ihres Vaters versuchte sie, das wertvolle Erbe ihres Vaters vor der Beschlagnahmung und Arisierung durch die Nationalsozialisten zu retten und riskierte damit ihr Leben.

## Leben

### Kindheit und familiärer Hintergrund
Melanie Karoline Adler wurde am 12. Jänner 1888 in Prag geboren und wuchs dort bis 1898 auf. Ihr Vater, der österreichische Musikwissenschaftler Guido Adler, lehrte in dieser Zeit an der Universität in Prag. 1898 zog sie mit ihrer Familie nach Wien, wo der Vater das musikwissenschaftliche Seminar an der Universität von Wien begründete. Die Mutter von Melanie Adler war Betti Adler, geb. Berger (1859–1932 (oder 1933)). Sie hatte außerdem einen Bruder, Hubert Joachim Adler (1894–1964), der später als Arzt in Wien praktizierte.
Melanie Adler wuchs im Kreise ihrer jüdischen Familie auf, wobei sie sich in ihrem späteren Lebensverlauf von der jüdischen Religion eher distanziert hielt.

### Studium
1909 begann Melanie Adler mit 21 Jahren in München Medizin zu studieren. Im Sommersemester 1927 setzte sie dieses in Wien fort. Im darauffolgenden Wintersemester 1927/28 führte sie ihr Studium mit 39 Jahren an der Medizinischen Fakultät der Universität Innsbruck fort. 1930 verließ sie die Universität von Innsbruck wieder und war dann vom Wintersemester 1930/31 bis zum Sommersemester 1933 an der Universität Graz eingeschrieben. 1936 schloss Melanie Adler ihr Studium in Wien ab. Sie promovierte am 20. November 1936.

### Berufliche Tätigkeit
Zur beruflichen Tätigkeit als Ärztin weisen die Quellen unterschiedliche Schilderungen auf. Nach ihrer Promotion sei Melanie Adler am 11. Dezember 1936 in die Ärztekammer eingetreten, jedoch bereits am 8. Dezember 1937 wieder ausgetreten. Es gibt Quellen, die besagen, Melanie Adler habe sich nie als Ärztin niedergelassen und auch nie als solche gearbeitet. Neuere Forschungen zeigen jedoch, dass sie nach ihrem Studienabschluss für verschiedene Ärzte in München und Wien als ausgebildete Homöopathin arbeitete.

### Lebensstil
Zum Lebensstil Melanie Adlers wird angenommen, dass sie ein recht unabhängiges Leben geführt habe. Sie sei viel verreist und habe sich häufig außerhalb von Wien, vor allem in München und Graz aufgehalten und regelmäßig ländliche Kurorte aufgesucht. Die starke Verbindung nach München hängt vor allem mit verwandtschaftlichen Beziehungen, ihrer Arbeit als Homöopathin und dem guten Kontakt zu Rudolf von Ficker, einem Schüler ihres Vaters und Freund der Familie, zusammen. Der Anlass für die Kuraufenthalte scheint bislang unbekannt.
Für die Familie sei Melanie Adler Aussagen ihres Neffen zufolge häufig ein Rätsel gewesen. Manchmal habe sie durch das Tragen von Männer-Kleidung Aufsehen erregt. Gegenüber der jüdischen Kultur habe sie sich stets distanziert gehalten. Es kursierten immer wieder Gerüchte in der Verwandtschaft, die sich vor allem auf eine angebliche Homosexualität, aber auch auf ihre Ablehnung ihrer jüdischen Identität bezogen. Mitglieder der Familie bezeichneten sie als „strange bird“ und „the complete nut of the family“. Abgesehen vom Vater schienen sie kein positives Bild von ihr gehabt zu haben. In ihren Augen führte sie ein merkwürdiges Leben. Der Ort, an dem sie lebte, sei der Familie unbekannt gewesen, bis sie 1938 zurück nach Wien zog, um den Vater zu pflegen.

### Pflege des Vaters
Nach dem Tod ihrer Mutter 1938 zog Melanie Adler im selben Jahr aus München wieder zurück nach Wien in das Elternhaus in der Lannerstraße 9 im 19. Wienerbezirk zu ihrem Vater. Dieser war zu diesem Zeitpunkt 83 Jahre alt und bedurfte der Pflege und Unterstützung. Während der Zeit des Nationalsozialismus pflegte Melanie Adler ihren Vater und kümmerte sich teilweise um seine Amtsgeschäfte bis Guido Adler am 15. Februar 1941 in seiner Wohnung in Wien eines natürlichen Todes starb.

### Leben im Nationalsozialismus
Nach dem Anschluss Österreichs an das Deutsche Reich 1938 gerieten Melanie Adler und ihr Vater in eine prekäre finanzielle Lage, etwa durch Zahlungen wie die Judenvermögensabgabe oder die Folgen der Verordnung über den Einsatz des jüdischen Vermögens. Irgendwann konnten die Raten nicht mehr bezahlt werden. Stundungen wurden vom zuständigen Finanzamt in Wien abgelehnt. Auch Anwaltskosten konnten irgendwann nicht mehr getragen werden. Der Hauptteil des Wohnraums mussten von Melanie Adler und ihrem Vater gezwungenermaßen der Witwe eines Kreisleiters sowie einem NSDAP-Mitglied zur Verfügung gestellt werden. Sie konnten jedoch weiterhin die Villa in der Lannerstraße bewohnen. Ende 1940 drohte ihnen die Delogierung. Freunde setzten sich für sie ein. So konnte die Delogierung 1941 durch Intervention von Kontakten verhindert werden.
Trotz der Zuspitzung der Lage für jüdische Menschen in Österreich nach Anschluss an das Deutsche Reich blieben Melanie Adler und ihr Vater in Wien. Freunde im Ausland, darunter Carl Engel, rieten ihnen zwar dringend zur Flucht, boten ihre Hilfe an und stellten der ganzen Familie Adler Bürgschaftserklärungen zur Auswanderung, sogenannte Affidavits, aus, um ihre Emigration zu ermöglichen. Es nutzten jedoch lediglich Melanies Bruder Hubert Joachim Adler und seine Frau Marianne Adler (geb. Fischmann, 1908–1997) mit den beiden Kindern Evelyn Ruth Adler (1931–?) und Thomas Carl Adler (1938–2010) die Chance und emigrierten am 5. August 1938 in die USA. Melanie Adler und ihr Vater hingegen ließen die Einreisegenehmigungen ungenutzt. Vermutlich waren vor allem das Alter und der gesundheitliche Zustand des Vaters die Gründe dafür. Er habe sich der beschwerlichen Flucht und eines Neuanfangs nicht mehr gewachsen gefühlt. Melanie Adler blieb in Wien, um ihn zu pflegen. Es heißt jedoch auch, sie habe von den Dokumenten zunächst nichts gewusst, weil er die Dokumente vor seiner Tochter versteckte. Ihm sei nicht bewusst gewesen, wie ernst die Lage war. Weiter heißt es, dass sowohl Melanie Adler als auch ihr Vater an ein zeitnahes Ende des NS-Regimes glaubten.
Andere Quellen zeigen auf, dass es mehrmals zur Debatte gestanden sei, dass Melanie Adler mit ihrem Vater nach Italien zu Verwandten emigrierten mit der Hilfe von Erich Schenk. Nachdem Guido Adler tot war, wandte Melanie Adler sich nochmals bittend an ihn. Als nach dem Tod ihres Vaters jedoch der Kampf um die Erlangung seiner wertvollen Bibliothek entfachte, an dem sowohl sie selbst als auch Erich Schenk maßgeblich beteiligt waren, habe Erich Schenk keinen Anlass mehr gesehen, sich um die ihre Emigration zu kümmern. Die Flucht nach Italien gelang Melanie Adler schlussendlich nicht.

### Kampf um die Bibliothek des Vaters
Melanie Adler’s Vater hinterließ nach seinem Tod neben Haus und Kunstwerken eine umfangreiche, wertvolle musikwissenschaftliche Bibliothek mit seltenen Werken und Korrespondenzen mit bedeutenden Komponisten dieser Zeit, die er sich in seiner Zeit an der Universität Wien aufgebaut hatte. Unmittelbar nach dem Tod ihres Vaters im Februar 1941 sollte Melanie Adler jedoch umgehend die geerbte Bibliothek an unterschiedliche Institutionen abtreten. Verschiedene Behörden, Ämter und Institute zeigten zu jener Zeit großes Interesse an der Bibliothek und versuchten, sich größtmögliche Teile anzueignen. Neben Personen wie dem Bibliothekar des Instituts der Musikwissenschaft Leopold Nowak, dem Generaldirektor der Nationalbibliothek Paul Heigl sowie dem Universitätsprofessor und Leiter der Musiksammlung der Nationalbibliothek Robert Haas war auch Erich Schenk, der Nachfolger Guido Adlers als Ordinarius des Instituts, maßgeblich an der Arisierung der Bibliothek und der Enteignung Melanie Adlers beteiligt. Er veranlasste die unmittelbare Sicherstellung der Bibliothek durch die Gestapo und verhinderte damit, dass Melanie Adler ihr Verfügungsrecht über das Erbe geltend machen konnte. Am 4. April 1941 wurde die Bibliothek durch die Gestapo beschlagnahmt und dem Rechtsanwalt Richard Heiserer übergeben. Dieser hatte Melanie Adler und ihren Vater bereits vor dessen Tod in steuerlichen Angelegenheiten und als Abwesenheitskurator vertreten. Später jedoch wurde Heiserer von der Gestapo mit der Verwahrung der Bibliothek beauftragt. Einem Brief vom 4. Mai 1941 von Melanie Adler an Rudolf von Ficker, mit dem sie regen Austausch pflegte, sei zu entnehmen, dass der Anwalt sie in Sachen der Bibliothek nicht unterstützte, sie sogar bedrohte und versuchte, sie einzuschüchtern. Generell sah sie sich ihren Briefen zufolge in jener Zeit starker Bedrängnis ausgesetzt.
Melanie Adler versuchte in diesen Monaten, das Erbe ihres Vaters zu retten und vor der Arisierung zu bewahren, indem sie sich bemühte, die Bibliothek an die Stadtbibliothek München zu verkaufen. Sie wurde dabei von Rudolf von Ficker unterstützt, indem sie unter anderem Verkaufsverhandlungen mit ihm gemeinsam führte. Zwar zeigte die Münchner Stadtbibliothek Interesse, verlangte jedoch ein Angebot sowie eine Inventarliste der Bibliothek. Da Melanie Adler weder über eine solche Liste nicht verfügte noch die Umstände es ihr möglich machten, eine Liste zu erstellen und sie entsprechend kein Preisangebot vorschlagen konnte, kam kein Kauf zustande. Letztendlich konnte sie mit ihrem Widerstand die Beschlagnahmung der Bibliothek und die Überführung an unterschiedliche Musikinstitutionen in Wien nicht verhindern.
Trotz der Sicherheitsverwahrung der Bibliothek gab Melanie Adler jedoch nicht auf. Am 12. Juni 1941 entzog sie Richard Heiserer die Vertretungsbefugnis und beauftragte an seiner Stelle den Rechtsanwalt Dr. Johann Kellner für ihre Vertretung. Trotz des neuen Anwalts änderte sich die Lage für Melanie Adler wenig. Nach der Sicherstellung der Bibliothek hatte sie sowohl das freie Verfügungsrecht über die als auch den Zugang zur Bibliothek verloren. Trotzdem versuchten sie und Rudolf von Ficker weiterhin, die Bibliothek zu verkaufen, was ihnen jedoch nicht gelang. Im Laufe des Jahres 1941 kam Melanie Adler immer mehr in Bedrängnis. Ihre Situation wurde immer prekärer. Melanie habe sich damals zunehmend Sorgen gemacht, da sie aufgrund des Bibliotheksverfahrens erheblich auf sich aufmerksam gemacht hatte.
Aus dieser Sorge heraus wandte sie sich hilfesuchend an Winifred Wagner, in der Hoffnung, diese könne ihr einen Schutzbrief ausstellen, der ihr Ruhe und Sicherheit verschaffen könnte. Sie bot ihr sogar die Bibliothek ihres Vaters zur Aufbewahrung an. Wagner hätte die Bibliothek hingegen kaufen wollen, vertagte diese Angelegenheit jedoch auf einen späteren Zeitpunkt. Da Melanie nicht viel Zeit zur Verfügung hatte traf Melanie Adler Wagner im Dezember 1941 in Bayreuth, um ihr Anliegen vorzutragen. Wagner sah zunächst keinen Weg, ihr zu helfen. Es wird angenommen, dass sie die Situation Melanie Adler’s als ungefährlich einschätzte. Letztendlich versprach sie zwar, beim nächsten Aufenthalt in Wien Melanie Adler zu helfen. Letztendlich blieb das Hilfeansuchen an Winifred Wagner aber erfolglos und Melanie Adler tauchte kurz vor Weihnachten 1941 unter.
In der darauf folgenden Zeit wurde Melanie Adler von der Gestapo zum Staatsfeind deklariert. Am 23. Februar 1942 beschlagnahmte die Gestapo per Verfügung das gesamte Vermögen Melanie Adlers und entzog ihr alle Rechte und Ansprüche auf dieses. Am 12. Mai 1942 wurde die Bibliothek Adlers in das Musikwissenschaftliche Institut überführt, wo sie zunächst vorläufig verwahrt werden sollte. Später, am 30. Juni 1942, wurde ein Teil durch Erich Schenk an die Musiksammlung der Nationalbibliothek überwiesen. Dem Bruder von Melanie gelang es später, Teile des Erbes zurückzuerlangen und verkaufte diese an das Department of Music an der University of Georgia in den USA. Im Jahr 2000 tauchte eine verschwunden geglaubte Partitur von Gustav Mahler mit einer persönlichen Widmung an Guido Adler in einem Auktionshaus wieder auf. Es heißt, der Rechtsanwalt Richard Heiserer habe sich während der Zeit der Beschlagnahmung und Sicherheitsverwahrung der Bibliothek heimlich Objekte dieser, darunter jenes Manuskript, angeeignet. Die Entdeckung führte zu Restitutionsverhandlungen mit dem Neffen Melanie Adlers und zur Aufarbeitung der Familiengeschichte. 2012/2013 wurden die Bestände der Universitätsbibliothek Wien an die Erben von Melanie Adler im Rahmen einer Aufarbeitung zurückgegeben.

### Flucht, Verhaftung, Deportation und Tod
Mit ihrem Engagement, die Beschlagnahmung der Bibliothek ihres Vaters zu verhindern, zog Melanie Adler immer wieder die Aufmerksamkeit der Gestapo auf sich. Versuche, ihr die Ausreise doch noch zu ermöglichen, blieben bis Ende 1941 ergebnislos. Kurz vor Weihnachten 1941 tauchte Melanie Adler unter. Es ist unbekannt, wo sie Zuflucht fand. Vermutlich im Mai 1942 wurde sie entdeckt und verhaftet. Unter welchen Umständen und ob sie verraten wurde, ist unbekannt. Am 20. Mai 1942 wird Melanie Adler mit dem Zug (Transportnummer 22/163) von Wien in die Nähe von Minsk ins Vernichtungslager Maly Trostinez deportiert und dort am 26. Mai 1942 umgebracht.